# Europejskie Igrzyska Halowe w Lekkoatletyce 1967 – bieg na 400 m mężczyzn
Bieg na 400 metrów mężczyzn – jedna z konkurencji biegowych rozgrywanych podczas lekkoatletycznych europejskich igrzysk halowych w hali Sportovní hala w Pradze. Eliminacje zostały rozegrane 11 marca, a bieg finałowy 12 marca 1967. Zwyciężył reprezentant RFN Manfred Kinder, który na poprzednich igrzyskach zdobył srebrny medal. Obrońca tytułu z poprzednich igrzysk Hartmut Koch z NRD zdobył tym razem srebrny medal.

## Rezultaty

### Eliminacje
Rozegrano 2 biegi eliminacyjne, do których przystąpiło 8 biegaczy. Awans do finału dawało zajęcie jednego z pierwszych dwóch miejsc w swoim biegu (Q).
Opracowano na podstawie materiału źródłowego.
Bieg 1
| Miejsce | Zawodnik               | Czas | Uwagi |
| ------- | ---------------------- | ---- | ----- |
| 1       | Manfred Kinder         | 48,4 | Q     |
| 2       | Miroslav Veruk         | 48,5 | Q     |
| 3       | Willy Vandenwyngaerden | 49,2 |       |
| 4       | István Gyulai          | 49,2 |       |

Bieg 2
| Miejsce | Zawodnik          | Czas | Uwagi |
| ------- | ----------------- | ---- | ----- |
| 1       | Mykoła Szkarnikow | 49,6 | Q     |
| 2       | Hartmut Koch      | 49,7 | Q     |
| 3       | František Ortman  | 55,8 |       |
| –       | Sergio Bello      | DQ   |       |

### Finał
Opracowano na podstawie materiału źródłowego.
| Miejsce | Zawodnik          | Czas |
| ------- | ----------------- | ---- |
| 1       | Manfred Kinder    | 48,4 |
| 2       | Hartmut Koch      | 48,6 |
| 3       | Mykoła Szkarnikow | 50,4 |
| 4       | Miroslav Veruk    | 50,8 |